# Pandercetes decipiens
Pandercetes decipiens là một loài nhện trong họ Sparassidae.
Loài này thuộc chi Pandercetes. Pandercetes decipiens được Mary Agard Pocock miêu tả năm 1899.